# Аржанов, Евгений Александрович
Евге́ний Алекса́ндрович Аржа́нов (род. 9 февраля 1948, Калуш, Станиславская область) — советский легкоатлет (бег на 800 метров), трёхкратный чемпион СССР (1970, 1971, 1973), чемпион Европы (1971), серебряный призёр Олимпийских игр (1972). Заслуженный мастер спорта СССР.

## Биография
Родился в Ивано-Франковской области в 1948 году. Учился в химико-технологическом техникуме в Калуше, а потом — в Киевском институте физической культуры. В техникуме начал развиваться как спортсмен под руководством преподавателя Романа Козия.

### Спортсмен
В лёгкую атлетику перешёл из футбола в возрасте 17 лет. В 1967 году в Гомеле стал чемпионом СССР среди молодёжи. На одном из первых для себя соревнований, прошедшем в Ленинграде 14 июля 1968 года, показал время 1.47,2. Первое выступление на Олимпиаде датировано 1968 годом. В предварительном забеге он успешно прошёл в полуфинал, где не стартовал из-за травмы.
Затем спортсмен завоевал серебряную медаль чемпионата СССР 1969 года с результатом 1.46,4 (лучшим тогда стал Сергей Крючек). За 1970—1971 годы выиграл три европейских и два союзных первенства, установив в Москве рекорд страны (1.45,8. Три чемпионата Европы в Вене, Софии и Хельсинки были выиграны с большим преимуществом. На предолимпийском отборе 1972 года соперник шиповкой разорвал мышцу на ноге Аржанова, из-за чего пострадавшему пришлось ещё раз выходить на старт через три дня.
Атлет стал серебряным призёром Олимпиады в Мюнхене, показав время 1.45,89. В забеге Аржанов вышел в лидеры за 300 метров до финиша и оставался впереди вплоть до окончания дистанции. Однако Аржанов не заметил как к нему приблизился американец Дэвид Уоттл, с которым они финишировали вровень. Спустя некоторое время фотофиниш показал, что Уоттл на 0,03 секунды опередил советского спортсмена. В том же 1972 году бегун улучшил личное достижение — 1.45,3.
В 1973-м Аржанов выиграл ещё одно первенство СССР (1.45,5), а его рекорд продержался до 1982 года. Аржанов победил и на домашней Универсиаде. В 1970—1973 годах практически не проигрывал соревнований в мире ни зимой ни летом.

### После спорта
После завершения спортивной карьеры работал комментатором на украинском и всесоюзном телевидении и радио.

### Тренер
В 1986—1992 годах занимался тренерской деятельностью в сборной СССР по лёгкой атлетике. Работал главным тренером и тренером многих национальных сборных, читал лекции по линии ИААФ и МОК в нескольких десятках стран.

## Награды
- Кавалер ордена «Знак Почёта» (1971)[7].

## Результаты

### Соревнования
предварительные забеги/соревнования
| Год  | Соревнование                   | Город             | Дистанция  | Дата          | Результат  | Место             | Видео/Фото/ Кинограмма |
| ---- | ------------------------------ | ----------------- | ---------- | ------------- | ---------- | ----------------- | ---------------------- |
| 1968 | Олимпийские игры               | Мехико            | 800 метров | 13 октября    | 1.48,4     | 3 Q (забег 6)     |                        |
| 1968 | Олимпийские игры               | Мехико            | 800 метров | 14 октября    | DNS        | — (полуфинал 1)   |                        |
| 1969 | Чемпионат Европы               | Афины             | 800 метров | 17 сентября   | 1.51,0     | 4 Q (забег 2)     |                        |
| 1969 | Чемпионат Европы               | Афины             | 800 метров | 18 сентября   | 1.49,2     | 1 Q (полуфинал 1) |                        |
| 1969 | Чемпионат Европы               | Афины             | 800 метров | 19 сентября   | 1.47,1     | 4                 |                        |
| 1970 | Чемпионат Европы (в помещении) | Вена              | 800 метров | 14 марта      | 1.50,1     | 1 Q (забег 1)     |                        |
| 1970 | Чемпионат Европы (в помещении) | Вена              | 800 метров | 15 марта      | 1.51,0     | I                 |                        |
| 1970 | Кубок Европы                   | Цюрих (полуфинал) | 800 метров | 1—2 августа   | 1.48,6     | 1                 |                        |
| 1970 | Кубок Европы                   | Стокгольм (финал) | 800 метров | 29—30 августа | 1.47,8     | I                 |                        |
| 1971 | Чемпионат Европы (в помещении) | София             | 800 метров | 13 марта      | 1.54,1     | 1 Q (забег 3)     |                        |
| 1971 | Чемпионат Европы (в помещении) | София             | 800 метров | 14 марта      | 1.48,7     | I                 |                        |
| 1971 | Чемпионат Европы               | Хельсинки         | 800 метров | 10 августа    | 1.49,27    | 1 Q (забег 3)     |                        |
| 1971 | Чемпионат Европы               | Хельсинки         | 800 метров | 11 августа    | 1.48,96    | 2 Q (полуфинал 2) |                        |
| 1971 | Чемпионат Европы               | Хельсинки         | 800 метров | 12 августа    | 1.45,62 CR | I                 |                        |
| 1972 | Олимпийские игры               | Мюнхен            | 800 метров | 31 августа    | 1.48,3     | 1 Q (забег 5)     |                        |
| 1972 | Олимпийские игры               | Мюнхен            | 800 метров | 1 сентября    | 1.46,32    | 2 Q (полуфинал 2) |                        |
| 1972 | Олимпийские игры               | Мюнхен            | 800 метров | 2 сентября    | 1.45,89    | II                | · (англ.)              |
| 1973 | Универсиада                    | Москва            | 800 метров | 16 августа    | 1.50,76    | 1 (забег 6)       |                        |
| 1973 | Универсиада                    | Москва            | 800 метров | 17 августа    | 1.48,2     | 1 (полуфинал 1)   |                        |
| 1973 | Универсиада                    | Москва            | 800 метров | 18 августа    | 1.46,88    | I                 |                        |
| 1973 | Кубок Европы                   | Осло (полуфинал)  | 800 метров | 4—5 августа   | 1.46,4     | 1                 |                        |
| 1973 | Кубок Европы                   | Эдинбург (финал)  | 800 метров | 8—9 сентября  | 1.46,70    | I                 |                        |